# Theodor Reinhold Schütze
Theodor Reinhold Schütze (* 12. Januar 1827 in Uetersen; † 16. Dezember 1897 in Graz) war ein deutsch-österreichischer  Rechtswissenschaftler.

## Leben
Er wurde am 12. Januar 1827 in Uetersen (Holstein) geboren und besuchte das Gymnasium in Hadersleben. Danach studierte er von 1846 bis 1847 an der Christian-Albrechts-Universität in Kiel Sprach- und Rechtswissenschaften und bis 1848 in München Staatswissenschaften.
Nach dem Ausbruch des schleswig-holsteinischen Krieges diente er als Lieutenant in der schleswig-holsteinischen Armee und beendigte in der Zeit 1851–53 sein Studium in Kiel.
Nachdem er anschließend in Kiel promoviert hatte, habilitierte er sich als Privatdozent und wurde 1855 als Professor nach Kopenhagen berufen. 1866 wurde ihm seine Professur infolge des Wiener Friedens entzogen und er in den einstweiligen Ruhestand versetzt, worauf er sich in Kiel wieder als Privatdozent niederließ und als Syndikus der dortigen Handelskammer tätig war. Wegen seiner dänenfreundichen politischen Vergangenheit hatte er keine Aussicht auf eine Professur oder vergleichbare Anstellung in Preußen und folgte 1876 einem Ruf der Karl-Franzens-Universität Graz als ordentlicher Professor, wo er 1885/1886 und 1893/1894 Dekan der juristischen Fakultät war.
Außer zahlreichen Abhandlungen in Zeitschriften sowie in Holtzendorffs „Encyklopädie der Rechtswissenschaft“ verfasste er die „Samling af de den Slesvigske Strafferet vedrorende Love og Forordninger“ (Sammlung der das schleswigsche Strafrecht betreffenden Gesetze und Verordnungen) (Kopenhagen. 1856) und das Werk: „Die nothwendige Theilnahme am Verbrechen. (Zugleich ein Beitrag zur Läuterung der gesamten Lehre der Verbrechensmehrheit)“ (Leipzig 1869). Später folgte das „Lehrbuch des deutschen Strafrechts auf Grund des Reichsstrafgesetzbuchs“ (1871, 2. Auflage 1874) und „Anhang auf Grundlage der Strafrechtsnovelle“ aus dem Jahr 1876 (1877 erschienen).